# 王萬象
王萬象（？—？），號新寰，山东莱州府掖縣人，軍籍，明朝政治人物。

## 生平
万历四十年（1612年）壬子科山东乡试举人，天啟五年（1625年）乙丑科進士。授河南固始县知县，行取四川道御史、巡按江西。崇祯五年（1625年）正月孔有德、李九成叛军围攻登州府，平度州乡绅左副都御史賈毓祥等上疏告急，复寓书户部右侍郎劉重慶，言掖县将陷状，刘重庆与御史王万象累疏请兵赴援，下部议不决。七月孔有德假意向山东总督劉宇烈请求招安，刘宇烈携旨至掖县城下，命登莱巡抚謝璉与莱州府知府朱萬年出城宣旨，两人被孔有德俘虏，朱万年骂贼死，城几陷。王万象闻变，上言刘宇烈矫诏致掖县几陷，乞立斩以狥，得旨下刘宇烈、兵部尚书熊明遇于狱。后掌河南道御史，主持京察。兵科给事中沈迅在崇祯十一年（1638年）考选时，为掌河南道御史王万象所抑，因事劾罢王万象，势益张，与同年张若骐尽把持山东事。后升太仆寺少卿。
明朝灭亡后，王万象降清，顺治二年（1645年）五月任通政使司右参议，七月升順天府府丞，三年（1646年）六月升順天府府尹。曾奉摄政王多尔衮之命劝降南明使者兵部右侍郎左懋第，言：“国运一新，诸君子均奉伊吕（伊尹、呂尚）之效，左侍郎独高夷齐（伯夷、叔齊）之风，有何益乎？”左懋第大声回道：“夷齐抗节西山，圣人称仁，贤人称圣，益何大哉！”
王萬象墓在掖縣城西南三里。

## 家族
父王嘉桂，以王萬象貴贈四川道御史。
子王建鼎，以父蔭任武陟縣知縣。